# Schœnenbourg
Schœnenbourg (en alsacià Scheeneburi) és un municipi francès, situat a la regió del Gran Est, al departament del Baix Rin. L'any 1999 tenia 662 habitants.
Forma part del cantó de Wissembourg, del districte de Haguenau-Wissembourg i de la Comunitat de comunes de l'Outre-Forêt.

## Demografia
| 1962 | 1968 | 1975 | 1982 | 1990 | 1999 |
| ---- | ---- | ---- | ---- | ---- | ---- |
| 588  | 619  | 601  | 633  | 673  | 662  |

## Administració
| Període   | Identitat           | Partit |
| --------- | ------------------- | ------ |
| 1995-2001 | Guy Boff            |        |
| 2001-     | Jean-Pierre Scheidt |        |